# 叶世克
叶世克（德語：Paul Jaeschke，1851年8月4日—1901年1月27日），德意志帝國海军军官，德属胶澳租借地第二任总督，任内曾多次出兵武力平息山东内地民变、镇压义和团，同时推进青岛城市建设，因瘟疫病逝于青岛，逝世前军衔为海军上校。

## 生平

### 早年及海军军官经历
1851年8月4日，叶世克出生于普鲁士王国西里西亚省布雷斯劳（今波兰下西里西亚省弗罗茨瓦夫），其父奥托·耶施克（Otto Jaeschke）为一名银行职员。1868年4月，叶世克以军官候补生（Kadett）身份加入北德意志邦联海军，同年7月至次年6月跟随尼俄伯号训练舰在西印度群岛及非洲部分岛屿周边服役。次年成为海军军官候补生（Seekadett）。
1872年晋升为海军少尉。1872年至1881年之间，叶世克时而在陆上任职，时而在舰上指挥，期间于1875年晋升海军中尉。1881年晋升上尉，同年在鱼雷事务监察处（Inspektion des Torpedowesens）任职。1886年至1888年在常驻东亚的狼号炮舰任舰长。1888年晋升为少校，同年调至基尔任鱼雷分队（Torpedoabteilung）指挥官。1892年至1895年在柏林任帝国海军部中央局局长，1894年晋升海军上校。1895年4月，叶世克被任命为皇帝号铁甲舰舰长，并率领该舰加入东亚分舰队，且曾于次年春到访胶州湾。1896年5月回到柏林任海军总司令部外事局局长。

### 胶澳总督任职时期
1898年10月10日，因胶澳总督罗绅达遭到商人及国内舆论指责，海军部国务秘书阿尔弗雷德·冯·提尔皮茨任命叶世克接替罗绅达任胶澳总督。1899年2月18日（一说19日、一说20日），叶世克到达青岛就职。叶世克上任后继续推行罗绅达任内开启的各项事务，并于3月11日颁布决定，增加三名平民代表加入总督府参议会参议租借地重要事务，规定代表任期一年，其中一人由总督听取参议会建议后任命，一人从登记在案的非中国公司内选出，另一人不限国籍，但须为缴纳土地税50元以上者。此举被认为是对此前商人对总督府非议的回应。
叶世克任内曾数次派兵入侵山东其他地区以镇压民变。1898年秋，沂州府日照县等地平民与德国天主教圣言会传教士发生冲突，鲁南代牧区主教衔宗座代牧安治泰对日照县令的处理不满，遂向德国驻华公使海靖和胶澳总督府要求出兵日照。1899年3月29日，叶世克派遣德军160人乘坐吉菲昂号无防护巡洋舰开往日照，其中120人次日在石臼所登陆，由埃里希·冯·法金汉上尉率领，占领日照县城，要求知县十日内捉拿各犯、审明定罪，其余40人从安东卫登陆，4月2日在兰山县韩家村纵火烧毁大量民房。5月25日，德军撤出日照，并带走数名乡绅作为人质，直至6月底安治泰得到赔偿后才致电叶世克释放。
1899年6月，山东铁路公司成立，负责修筑胶济铁路。同月该公司线路勘探人员在高密县境内与平民发生冲突，叶世克未向柏林方面请示，即于6月22日派遣海军第三营（III. Seebataillon）的两个连、15名骑兵携带若干重武器入侵高密县城及大吕村、堤东村等村落，导致多名村民死伤、县城通德书院遭毁坏、团练局枪械遭到搜刮，地方官员与德方协定赔偿后，德军于7月大部分撤回青岛，留有一支骑兵特遣队在胶州驻扎至8月底。叶世克事后在致提尔皮茨的函中称强有力的镇压手段可以阻止日后类似事件发生，又称高密处于租借地外围的中立区，总督府有权在此调动军队，必须给中国居民“上一堂教育课”。然而总督府针对传教、筑路冲突的强硬态度反而使得中国平民与欧美侨民的矛盾日趋加深，与圣言会同在鲁南传教的美国长老会认为沂州教案中对传教会的“保护”实质上还不如不保护。德方的强硬态度最终导致1900年义和团运动席卷山东。

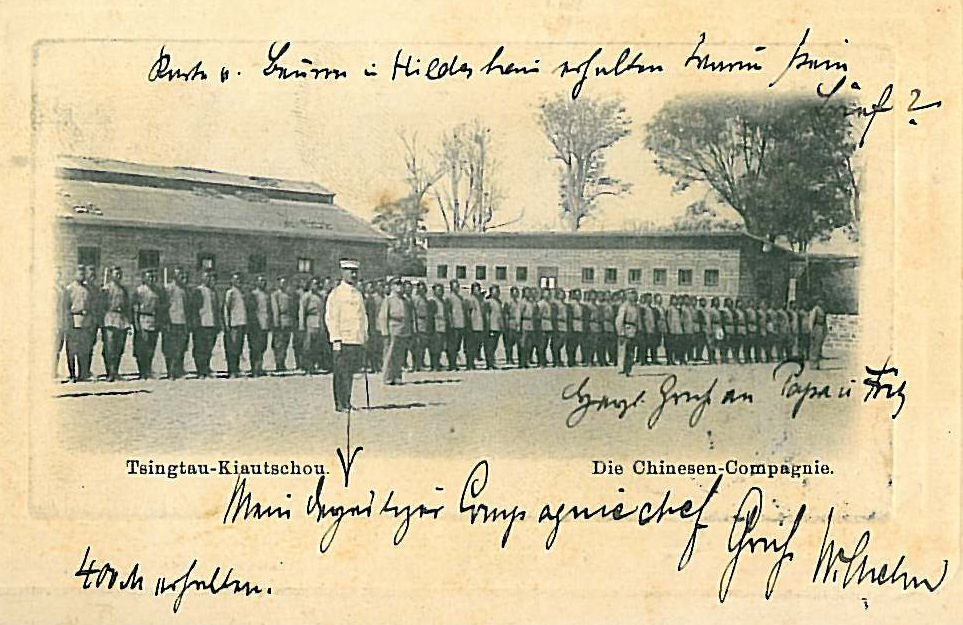
华勇连

武力平息冲突的同时，叶世克经柏林方面建议，采取“以华制华”策略，仿照英属威海卫华勇营在第三营内组建华勇连（Chinesenkompagnie），招募山东平民为兵勇。叶世克认为中国士兵单兵开支少于德国士兵，可节省大量开支，且中国人更加适应当地环境。据称叶世克甚至曾说道：“一个中国士兵的人命不那么宝贵，这便于在任何时间均可以没有顾忌地投入使用。”华勇连自1899年秋开始征召，组建不久便出现军纪涣散、逃兵甚多的问题，且组建仅数月即遭遇义和团运动时期的动乱，最终于1901年解散，其余兵勇大部分改编为胶澳警察公署下属的巡捕队。
1899年12月，由于山东铁路公司对高密县平民关于铁路改线的建议置之不理，当地平民再次组织反抗筑路。1900年2月13日，叶世克派遣120名海军士兵、部分海军炮兵及20名华勇连骑兵进驻胶州。与此同时，叶世克应山东巡抚袁世凯邀请，派遣山东铁路公司经理锡乐巴与一名军官赴济南交涉路矿事务，于3月签订《胶济铁路章程》。3月9日，驻胶州德军大部分撤出。
同年5月28日，因北京周边义和团暴乱增多，时任德国公使克林德致电叶世克要求派兵保护使馆。次日，叶世克派遣40余名官兵乘奥古斯塔皇后号防护巡洋舰前往大沽，又于6月8日应东亚分舰队司令要求派25名士兵前往天津。6月19日，叶世克派遣第三营营长约翰内斯·克里斯特（Johannes Christ）少校率领两个连共256名官兵乘伊伦娜号防护巡洋舰开赴大沽。第三营部分部队曾参与6月末在天津支援西摩尔的行动及同年8月八国联军进攻北京。
与此同时，山东省境内的骚乱也逐渐增多，总督府再次派兵前往胶州。7月3日，总督府向袁世凯声明，准备在必要情况下通过军事占领重要据点来维持省内秩序，同时在租借地内组织演练备战。7月底后，山东境内局势逐渐缓和，期间驻胶州部分德军曾移驻即墨。9月18日，叶世克向京津地区派遣的部队返回青岛。10月6日至7日，叶世克在天津与新任德国公使穆默及八国联军总司令瓦德西会晤，决定“对中立区村民实施惩罚性军事行动”。10月15日，叶世克派遣200余名士兵再次入侵高密，不顾袁世凯求和，要求各村村民拆除围墙等防御设施，未得村民理睬后炮轰、焚烧张家庄、克兰庄、李家营等村庄，并与村民发生交火，导致中国平民等死亡数百人。事后，叶世克与袁世凯达成协议，规定铁路两侧各25公里内地带由总督府保护，此外地带由清政府保护。叶世克向胶州、高密各派遣德军200人以确保胶济铁路建设。两地德军于1904年胶济铁路通车后仍未撤走，直至1906年《胶高撤兵善后条款》签订后才撤回青岛。

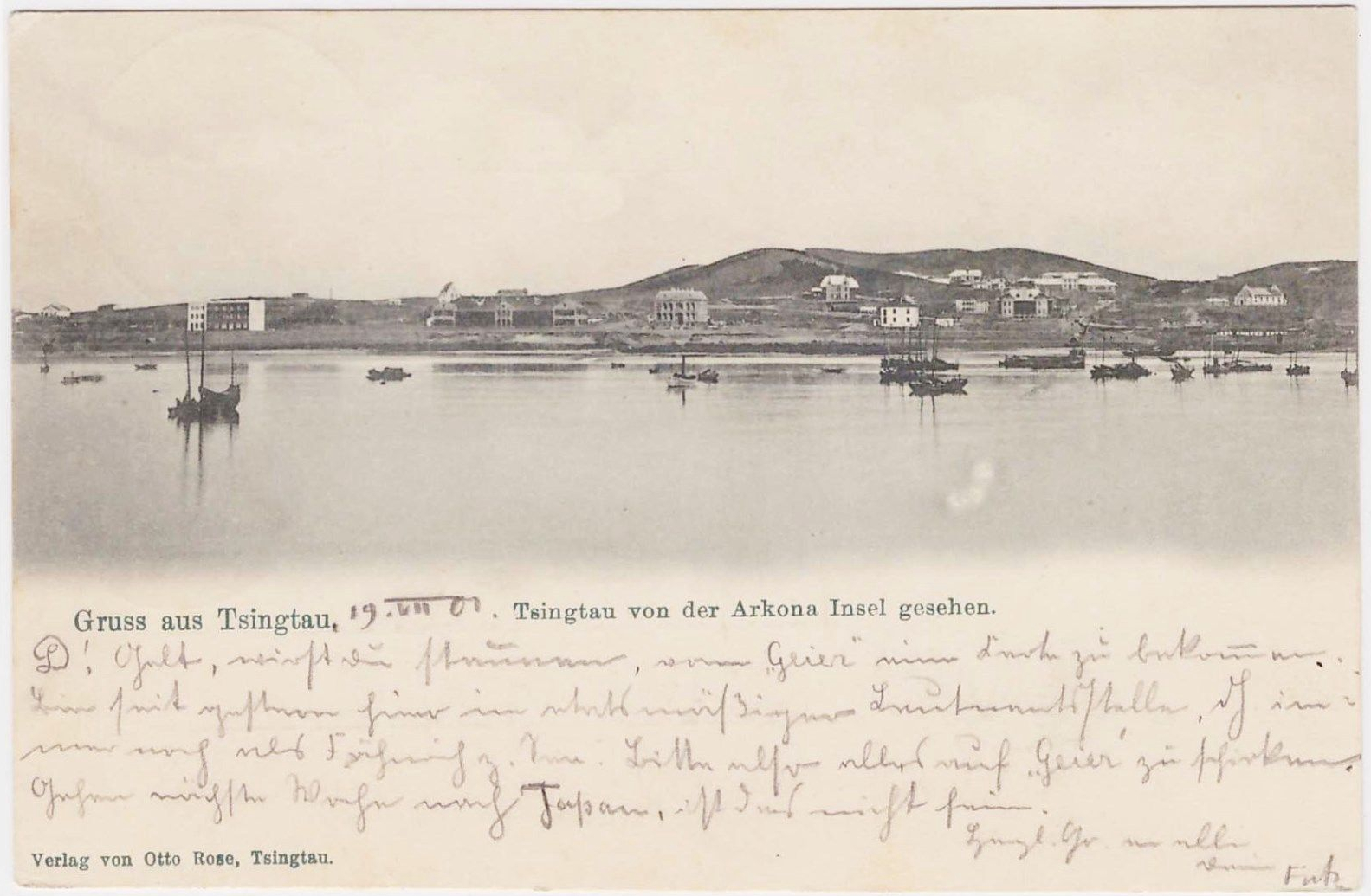
约1900年的青岛

租借地外出现严重骚乱的同时，青岛的各项建设一度因为劳动力严重匮乏而近乎停滞。叶世克在1900年8月7日致提尔皮茨的信中称，华北的骚乱对建设几乎没有影响，而劳动力匮乏的主要原因是企业主对待工人的方法。据记载，当时的德国商人为防止工人离散会采取强制寄宿的方法，强制工人在工地内居住、劳动。据叶世克称，大企业雇佣的工人并未出现大批逃离至内地的现象，而小企业则多受此现象困扰，此种现象主要原因在于对待中国工人的方式方法不同。叶世克意识到，中国工人不会完全任德国商人摆布的原因在于他们对租借地的经济、社会依赖性很小，在内地大都有另谋生路的可能性。因此自1900年10月，德国商人开始提高中国工人工资，但仍无法缓解用工荒。至1901年1月，建筑工程近乎面临停滞局面，总督府不得不直接与中国包工头商讨工价，并要求企业自己承担这些工作。此种局面最终有所缓和。
尽管面临周边地区动乱与劳动力匮乏的局面，叶世克任职时期的青岛在道路、铁路、港口、供电、供水、排污等基础设施建设方面及经济、文教、卫生等方面仍取得了较大进步。1900年11月19日的《伦敦和中国电讯增刊》曾刊登英国记者撰写的一篇关于青岛的报导，该记者提到，与“访问这个港口前的想法不一样”，叶世克的总督府“很少对民间团体施压”，又评价叶世克“思想开放、诚实，力争把这块年轻殖民地的治理做到最好”，看起来是一个很适于管理这个港口的人。1901年1月27日，因感染自1899年夏在青岛流行的斑疹伤寒，叶世克病逝于青岛督署医院。胶澳总督府在1900-1901年度《胶澳租借地发展备忘录》中高度评价叶世克，称其“在1900年动乱的那段困难日子里，他不顾自己本已虚弱的身体状况，全力以赴地工作，这无疑加速了他生命的终结……他在最严峻的时刻曾是一位坚强有力而有远见卓识的首脑人物。”

## 家庭
1875年12月2日，叶世克在西印度群岛的圣托马斯岛与当地德国领事的侄女海伦妮塔·冯·林德曼（Helenita von Lindemann）订婚，1879年1月29日结婚。海伦妮塔1859年11月12日生于利马，1893年7月16日卒于汉堡。两人育有一子一女。1900年3月24日，叶世克在香港与海伦·沃尔尼（Helene Wollny）结婚。叶世克死后，第二任妻子海伦在《青岛官报》刊登致谢词，对叶世克病重期间各方的帮助表示谢意。

## 纪念
叶世克死后葬于青岛欧人公墓（后改为万国公墓，今百花苑文化名人雕塑园），总督府于1901年2月8日为其举行隆重葬礼。文革期间，万国公墓墓葬全部被毁。
青岛德国侨民在今太平路青岛路路口南侧的海堤上建设了叶世克总督纪念碑，1903年3月落成。后来先后改为日本占领青岛纪念碑、青岛接收纪念亭、建设东亚新秩序纪念塔、青岛光复纪念塔，文革时期拆除。
位于团岛对岸的伊芙琳岬（Cape Evelyn，今薛家岛东北角象嘴、脚子石嘴一带）改名为叶世克岬（Kap Jaeschke）。
汉堡-美洲航运公司在中国沿海航线的一艘邮轮被命名为“叶世克总督号”。
- 青岛欧人公墓，左侧后方为叶世克墓，中央为前第三营营长约翰内斯·克里斯特（1902年卒于青岛）之墓，右侧为传教士、汉学家花之安（1899年卒于青岛）之墓
- 叶世克总督纪念碑
- 叶世克总督号邮轮在青岛港